# Patrik Mišák
Patrik Mišák (Trenčín, 29 marzo 1991) è un calciatore slovacco, centrocampista dell'Hutnik Cracovia.

## Palmarès

### Club

#### Competizioni nazionali
- III liga: 1

Wieczysta Cracovia: 2023-2024 (Gruppo IV)